# International Academy of Web Television
La International Academy of Web Television (IAWTV) (in lingua inglese "Accademia Internazionale della web TV") è un'organizzazione non a scopo di lucro, fondata nel 2008, dedita a promuovere il progresso dell'arte e delle scienze nelle produzioni web TV.

## Streamy Awards
Dal 2009 la IAWTV ha prodotto la cerimonia per gli Streamy Awards, riconoscimenti assegnati per premiare le migliori produzioni web TV, organizzati dalla Dick Clark Productions e da Tubefilter. Dopo le prime due stagioni, la IAWTV ha cessato la produzione a seguito della pessima riuscita della seconda edizione, caratterizzata da problemi tecnici, interruzioni e intrusioni, che ha ricevuto una pessima accoglienza da parte del pubblico. A seguito di ciò gli Streamy Awards sono stati sospesi e hanno ripreso ad essere assegnati solo nel 2013, e la IAWTV ha nel frattempo creato dei propri premi, gli IAWTV Awards.

## IAWTV Awards
Dal 2012 la IAWTV organizza annualmente gli IAWTV Awards, premi per le produzioni web divisi in diverse categorie.

## Amministrazione
I membri dell'associazione eleggono un consiglio di amministrazione, attualmente (2015) composto da:
Commissione esecutiva:
- Jeff Burns (presidente)
- Jason Brasier (vicepresidente)
- Nicole Wright (tesoreria)
- Rebecca Norris (segreteria)

Membri del consiglio:
- April Grant
- Frank Chindamo
- J. Sibley Law (presidente emerito)
- Marx H. Pyle
- Jonathan Robbins
- Amanda Shockley
- Lydia B. Schoenberger